# Uffie
Uffie, født Anna-Catherine Hartley i 1987, er en fransk/amerikansk sangerinde. Uffie synger electrorock/rap og er bedst kendt for singlen "Pop the Glock".